# Rossmann
Pour les articles homonymes, voir Rossmann.

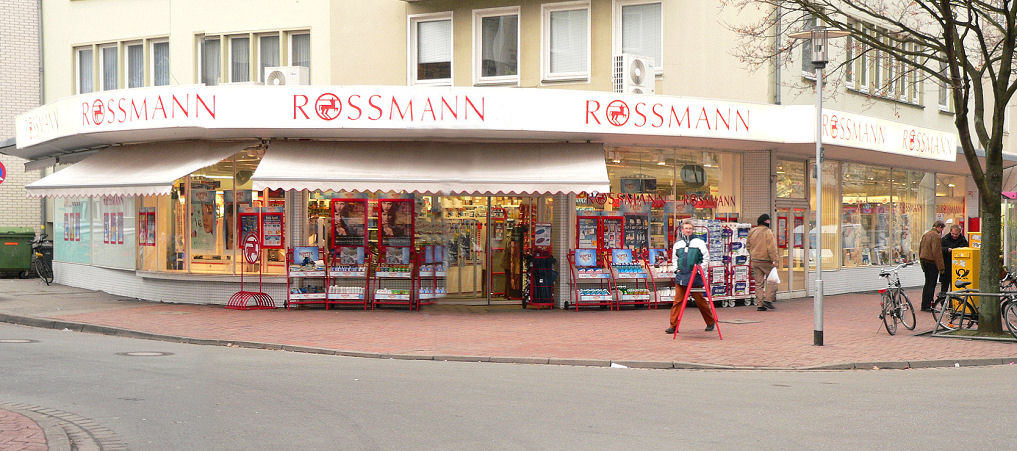
Une droguerie Rossmann à Hanovre en Allemagne

Rossmann est une entreprise et chaîne allemande de distribution de drogueries créée en 1972 par Dirk Roßmann (de). C'est une des plus grandes chaînes de drogueries en Europe avec des magasins en Allemagne, Albanie,  Pologne, République tchèque, Turquie et Hongrie, et employant au début de 2011 environ 31 000 personnes.
Son principal concurrent depuis la fermeture de Schlecker est l'allemand DM-Drogerie Markt.

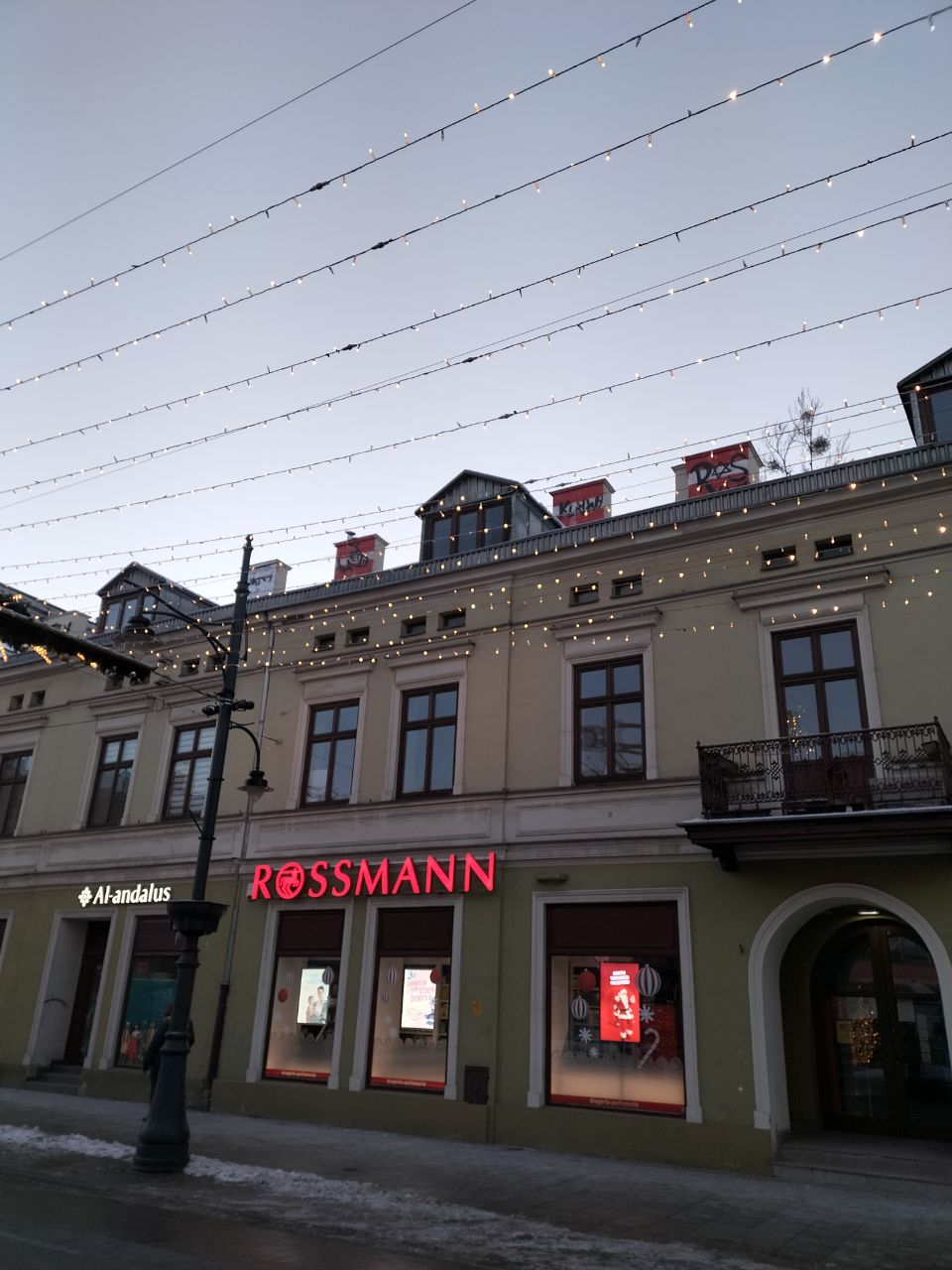

## Histoire
Le 17 mars 1972, le premier magasin Rossmann a été ouvert à Hanovre par le droguiste Dirk Rossmann, sous le nom de Markt für Drogeriewaren (« Le Marché pour les articles de droguerie » en allemand).